# Neve David
Neve David (hebrejsky: נוה דוד, doslova Davidova oáza) je čtvrť v západní části Haify v Izraeli. Nachází se v administrativní oblasti Ma'arav Chejfa na úpatí pohoří Karmel.

## Geografie
Leží na pobřeží Středozemního moře v nadmořské výšce do 50 metrů, cca 4 kilometry jihozápadně od centra dolního města. Na východě s ní sousedí čtvrť Karmel Ma'aravi a Kababir, na jihu Kfar Samir, hřbitov Sde Jehošua a průmyslově-komerční oblast Mevo'ot Daromim, na severu Ša'ar ha-Alija. Zaujímá úzký rovinatý pás území mezi mořským břehem a západním okrajem svahů pohoří Karmel, odkud sem stékají četná vádí, zejména Nachal Amik. Hlavní dopravní osou je dálnice číslo 4 (třída Sderot ha-Hagana), ze které tu k východu do svahů Karmelu odbočuje lokální silnice číslo 672. Populace je převážně židovská s velmi malou arabskou menšinou.

## Dějiny
Původně tu fungoval přistěhovalecký tábor zvaný Machane David. Později byla lokalita proměněna na městskou zástavbu. Socioekonomicky jde o chudší obytný distrikt. Plocha této městské části dosahuje 0,75 kilometru čtverečního. V roce 2008 tu žilo 4 920 lidí (z toho 4 160 Židů a 80 muslimů).